# Mistkovîci, Sambir
Mistkovîci (în ucraineană Містковичі) este localitatea de reședință a comunei Mistkovîci din raionul Sambir, regiunea Liov, Ucraina.

## Demografie
Componența lingvistică a localității Mistkovîci
     Ucraineană (99,47%)
     Alte limbi (0,53%)
Conform recensământului din 2001, majoritatea populației localității Mistkovîci era vorbitoare de ucraineană (99,47%), existând în minoritate și vorbitori de alte limbi.